# Lliga de Campions de la UEFA 1992-93
La Lliga de Campions de la UEFA 1992–93 fou la 38a edició de la Copa d'Europa, la màxima competició per a clubs de futbol del continent i la primera sota el nom de Lliga de Campions.
Fou la segona edició que va tenir fase de grups, que va incloure 8 equips dividits en dos grups. El campió de cada grup disputà la final. Fou necessària una fase preliminar. Fou la primera edició després de la separació de la Unió Soviètica i la República Federal Socialista de Iugoslàvia, fet que provocà a participació d'un gran nombre de nous països a la competició.
El torneig va veure per primer cop el triomf de l'Olympique de Marseille, que derrotà l'Milan a la final. Posteriorment, el club fou acusat de la compra de partits, per part del seu president Bernard Tapie. Fou acusat de comprar el partit de la lliga francesa de futbol contra l'US Valenciennes fet que causà la pèrdua del campionat francès, no en canvi, el triomf a la Lliga de Campions, en tractar-se d'una altra competició. L'equip fou sancionat amb el descens a segona divisió i exclòs de la defensa del títol a la Lliga de Campions de la UEFA 1993-94.

## Ronda preliminar
| Equip 1            | Global | Equip 2             | Anada | Tornada |
| ------------------ | ------ | ------------------- | ----- | ------- |
| Shelbourne         | 1–2    | Tavriya Simferopol  | 0–0   | 1–2     |
| Valletta           | 1–3    | Maccabi Tel Aviv FC | 1–2   | 0–1     |
| KÍ                 | 1–6    | Skonto              | 1–3   | 0–3     |
| Olimpija Ljubljana | 5–0    | FC Norma            | 3–0   | 2–0     |

## Primera ronda
| Equip 1             | Global | Equip 2               | Anada | Tornada |
| ------------------- | ------ | --------------------- | ----- | ------- |
| IFK Göteborg        | 3–2    | Beşiktaş JK           | 2–0   | 1–2     |
| Lech Poznań         | 2–0    | Skonto                | 2–0   | 0–0     |
| Rangers FC          | 3–0    | Lyngby                | 2–0   | 1–0     |
| Stuttgart           | 4–4*   | Leeds United          | 3–0   | 1–4     |
| Slovan Bratislava   | 4–1    | Ferencvárosi TC       | 4–1   | 0–0     |
| AC Milan            | 7–0    | Olimpija Ljubljana    | 4–0   | 3–0     |
| Kuusysi Lahti       | 1–2    | Dinamo Bucureşti      | 1–0   | 0–2(pr) |
| Glentoran           | 0–8    | Olympique de Marsella | 0–5   | 0–3     |
| Maccabi Tel Aviv FC | 0–4    | Club Brugge           | 0–1   | 0–3     |
| Austria Wien        | 5–4    | CSKA Sofia            | 3–1   | 2–3     |
| Sion                | 7–2    | Tavriya Simferopol    | 4–1   | 3–1     |
| Union Luxemburg     | 1–9    | FC Porto              | 1–4   | 0–5     |
| AEK Atenes          | (c)3–3 | APOEL                 | 1–1   | 2–2     |
| PSV Eindhoven       | 8–0    | FK Žalgiris           | 6–0   | 2–0     |
| Víkingur            | 2–5    | CSKA Moscou           | 0–1   | 2–4     |
| FC Barcelona        | 1–0    | Viking                | 1–0   | 0–0     |

*La tornada entre Leeds United i Stuttgart, l'Stuttgart alineà un jugador no permès. El partit fou atorgat al Leeds United i un partit de desempat fou jugat a Barcelona, on guanyà el Leeds United per 2-1.

## Segona ronda
| Equip 1           | Global | Equip 2               | Anada | Tornada |
| ----------------- | ------ | --------------------- | ----- | ------- |
| IFK Göteborg      | 4–0    | Lech Poznań           | 1–0   | 3–0     |
| Rangers FC        | 4–2    | Leeds United          | 2–1   | 2–1     |
| Slovan Bratislava | 0–5    | AC Milan              | 0–1   | 0–4     |
| Dinamo Bucureşti  | 0–2    | Olympique de Marsella | 0–0   | 0–2     |
| Club Brugge       | (c)3–3 | Austria Viena         | 2–0   | 1–3     |
| Sion              | 2–6    | FC Porto              | 2–2   | 0–4     |
| AEK Atenes        | 1–3    | PSV Eindhoven         | 1–0   | 0–3     |
| CSKA Moscou       | 4–3    | FC Barcelona          | 1–1   | 3–2     |

## Fase de grups

### Grup A
| Equip                 | PJ | PG | PE | PP | GF | GC | DG  | Pts |
| --------------------- | -- | -- | -- | -- | -- | -- | --- | --- |
| Olympique de Marsella | 6  | 3  | 3  | 0  | 14 | 4  | +10 | 9   |
| Rangers FC            | 6  | 2  | 4  | 0  | 7  | 5  | +2  | 8   |
| Club Brugge           | 6  | 2  | 1  | 3  | 5  | 8  | −3  | 5   |
| CSKA Moscou           | 6  | 0  | 2  | 4  | 2  | 11 | −9  | 2   |

| Primer partit |     |             |
| Club Brugge   | 1–0 | CSKA Moscou |
| Rangers       | 2–2 | Marseille   |
| Segon partit  |     |             |
| Marseille     | 3–0 | Club Brugge |
| CSKA Moscou   | 0–1 | Rangers     |
| Tercer partit |     |             |
| Club Brugge   | 1–1 | Rangers     |
| CSKA Moscou   | 1–1 | Marseille   |
| Quart partit  |     |             |
| Marseille     | 6–0 | CSKA Moscou |
| Rangers       | 2–1 | Club Brugge |
| Cinquè partit |     |             |
| Marseille     | 1–1 | Rangers     |
| CSKA Moscou   | 1–2 | Club Brugge |
| Sisè partit   |     |             |
| Club Brugge   | 0–1 | Marseille   |
| Rangers       | 0–0 | CSKA Moscou |

### Grup B
| Equip         | PJ | PG | PE | PP | GF | GC | DG  | Pts |
| ------------- | -- | -- | -- | -- | -- | -- | --- | --- |
| AC Milan      | 6  | 6  | 0  | 0  | 11 | 1  | +10 | 12  |
| IFK Göteborg  | 6  | 3  | 0  | 3  | 7  | 8  | −1  | 6   |
| FC Porto      | 6  | 2  | 1  | 3  | 5  | 5  | 0   | 5   |
| PSV Eindhoven | 6  | 0  | 1  | 5  | 4  | 13 | −9  | 1   |

| Primer partit |     |               |
| Milan         | 4–0 | IFK Göteborg  |
| Porto         | 2–2 | PSV Eindhoven |
| Segon partit  |     |               |
| PSV Eindhoven | 1–2 | Milan         |
| IFK Göteborg  | 1–0 | Porto         |
| Tercer partit |     |               |
| Porto         | 0–1 | Milan         |
| PSV Eindhoven | 1–3 | IFK Göteborg  |
| Quart partit  |     |               |
| Milan         | 1–0 | Porto         |
| IFK Göteborg  | 3–0 | PSV Eindhoven |
| Cinquè partit |     |               |
| IFK Göteborg  | 0–1 | Milan         |
| PSV Eindhoven | 0–1 | Porto         |
| Sisè partit   |     |               |
| Milan         | 2–0 | PSV Eindhoven |
| Porto         | 2–0 | IFK Göteborg  |

## Final
| Olympique de Marsella | 1 – 0 | AC Milan |
| --------------------- | ----- | -------- |
| Boli 44'              |       |          |

| Guanyador de la Lliga de Campions 1992-93 |
| ----------------------------------------- |
| Olympique de Marseille Primer títol       |